# Callitris acuminata
Callitris acuminata är en cypressväxtart som beskrevs av Filippo Parlatore. Callitris acuminata ingår i släktet Callitris och familjen cypressväxter. Inga underarter finns listade i Catalogue of Life.
Arten förekommer i delstaten Western Australia i Australien. Den växer i låglandet upp till 100 meter över havet. Callitris acuminata är utformad som en buske.
Beståndet hotas av landskapsförändringar och av bränder. Hela populationen antas vara stabil men utbredningsområdet är litet. IUCN kategoriserar arten globalt som nära hotad.